# Нижнеозёрнинский сельсовет (Оренбургская область)
Нижнеозёрнинский сельсовет — сельское поселение в Илекском районе Оренбургской области Российской Федерации.
Административный центр — село Нижнеозёрное.

## История
9 марта 2005 года в соответствии с законом Оренбургской области № 1899/341-III-ОЗ образовано сельское поселение Нижнеозёрнинский сельсовет, установлены границы муниципального образования.

## Население
| 2010  | 2012  | 2013  | 2014  | 2015  | 2016  | 2017  |
| ----- | ----- | ----- | ----- | ----- | ----- | ----- |
| 1519  | ↘1512 | ↗1529 | ↘1520 | ↘1467 | ↘1450 | ↘1431 |
| 2018  | 2019  | 2020  | 2021  |       |       |       |
| ↘1406 | ↘1379 | ↘1357 | ↘1316 |       |       |       |

## Состав сельского поселения
| № | Населённый пункт | Тип населённого пункта       | Население |
| - | ---------------- | ---------------------------- | --------- |
| 1 | Нижнеозёрное     | село, административный центр | ↘1316     |